# Chi Bầu
Chi Bầu, danh pháp khoa học Lagenaria, là một chi thực vật có hoa trong họ Cucurbitaceae.

## Loài
Chi Bầu gồm các loài:
- Lagenaria abyssinica
- Lagenaria angolensis
- Lagenaria bicornuta
- Lagenaria breviflora
- Lagenaria claviformis
- Lagenaria cochinchinensis
- Lagenaria dasystemon
- Lagenaria guineensis
- Lagenaria lagenaria
- Lagenaria leucantha
  - Lagenaria leucantha var. gourda
- Lagenaria longissima
- Lagenaria mascarena
  - Lagenaria mascarena var. marangea
- Lagenaria microcarpa
- Lagenaria natalensis
- Lagenaria rufa
- Lagenaria sagittata
- Lagenaria siceraria (Bầu (thực vật))
  - Lagenaria siceraria f. depressa
  - Lagenaria siceraria f. microcarpa
  - Lagenaria siceraria var. hispida
  - Lagenaria siceraria var. laevisperma
- Lagenaria sphaerica
- Lagenaria sphaerocarpa
- Lagenaria toxicaria
- Lagenaria turbinata
- Lagenaria verrucosa
- Lagenaria virginalis
- Lagenaria vulgaris
  - Lagenaria vulgaris var. viscosa

## Hình ảnh

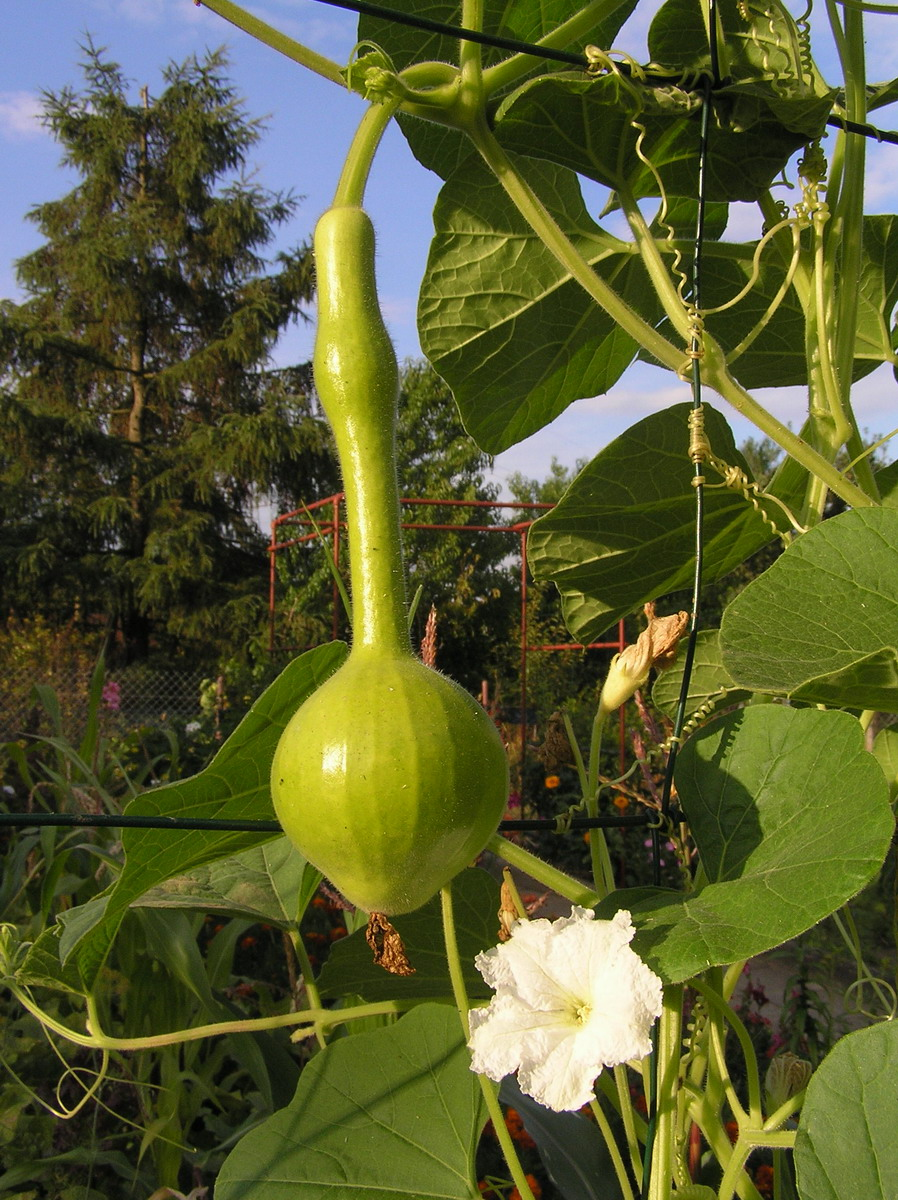
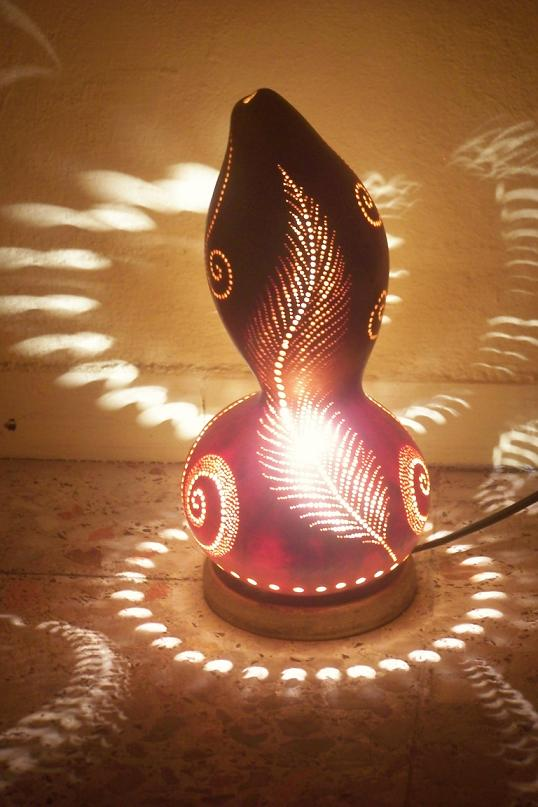
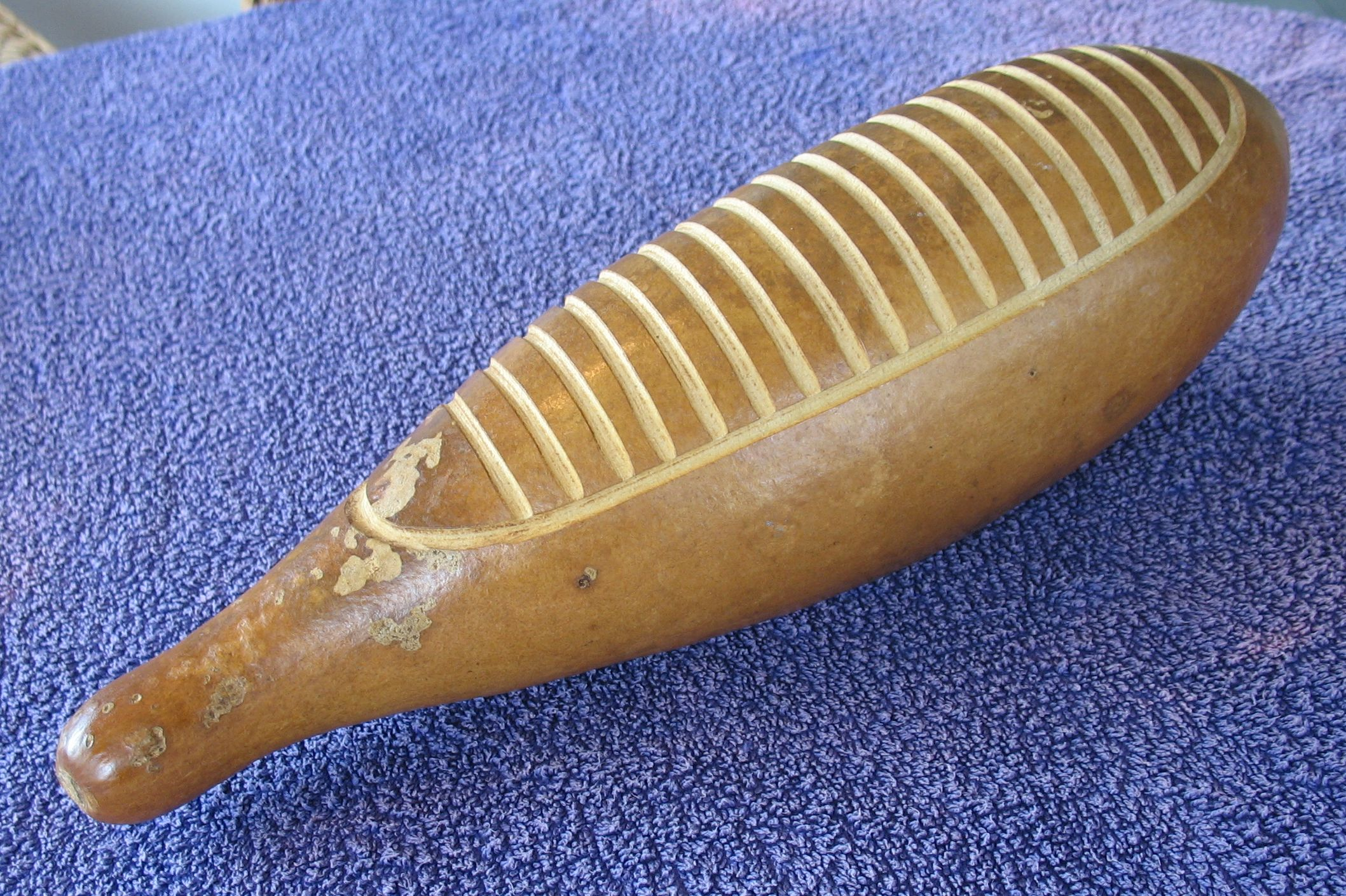
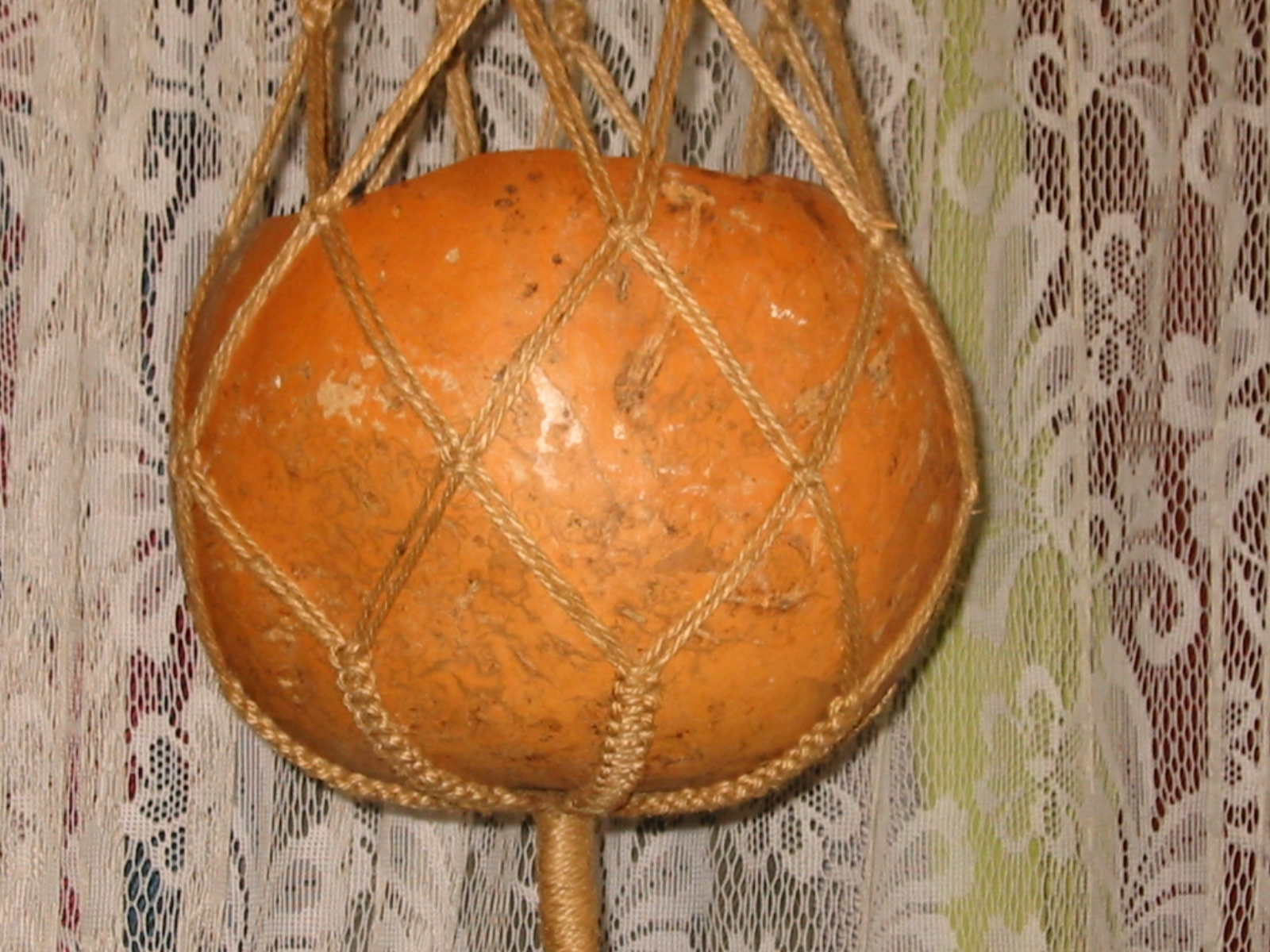